# 비교체험 여행기 그곳에서 살아보기
《비교체험 여행기 그곳에서 살아보기》는 문화방송의 시사 교양 프로그램이다. 3번의 시범 방송을 거쳐 2010년 6월 12일부터 2011년 5월 28일까지 정규 편성되었다.

## 기획 의도
| “ | 여행은 낯선 곳으로의 떠남이라는 것 안에 여행자의 문화와 현지의 문화가 만나고 충돌하고 이해하는 과정이라고 할 수 있다. 이 프로그램은 여행 프로그램이라기보다 다문화 체험 프로그램으로 현지 사람과의 만남이고, 그 사람의 삶을 체험하는 것이다. 아무리 친절하게 여행자를 맞이한다고 해도 이 접촉이 문화적인 차이로 갈등을 빚을 수 있는 가능성은 항상 존재하고, 여행자가 보기에도 현지문화가 생소하고 이상하고 때로는 혐오스러울 수도 있다. 사소한 제스처 하나, 의식주 습관 하나가 큰 문제를 야기할 수 있는 동시에 모든게 이야기 거리가 되는 것이다. 라이크 어 로컬(Like a Local)은 외국의 어느 도시, 어느 마을을 '방문'하는 것이 아니라 그 마을 사람으로 ‘살기’이기 때문에 호텔 대신 집을 빌리고, 음식을 해먹고 수퍼마켓과 벼룩시장을 기웃거리며 현지 사람들과 느긋하게 어울리고 친구를 사귀고, 마을 대소사(大小事)에도 함께 참여하며 일상을 경험하는 여행이다. 다국적으로 구성된 미녀 3인방이 현지인이 되어 살아보는 과정에서 지구촌 곳곳의 자연과 풍물이 방문객(여행자)의 것이 아니라 현지인들의 삶의 애환이 담긴 것이라는 휴먼다큐멘터리의 성격을 더할 수 있고 이러한 여행은 한번 갔다 오면 흥미를 잃어버리는 가시적인 여행이 아니라 현지인과의 사귐을 통해 몇 번이고 다시 가고 싶은 인연을 만드는 여행이 될 수 있다. 이 프로그램은 각기 다른 문화를 가진 다국적 여행자(출연자) 두 명이 또 다른 제4의 문화의 특수성을 체험해 가는 과정이며 현지인의 삶을 살아보면서 인생의 보편적인 깨달음을 알아가는 과정이다 | ” |
|   | — 프로그램 소개, MBC 홈페이지 |   |

## 방송 회차

### 2010년
| 회차     | 방송일    | 부제                                                 | 출연자                                                                     |
| -------- | --------- | ---------------------------------------------------- | -------------------------------------------------------------------------- |
| 시범 1회 | 2월 13일  | 베트남편                                             | 브로닌 멀렌(남아프리카공화국), 아비가일 알데레떼(파라과이), 홍사랑(방송인) |
| 시범 2회 | 5월 22일  | 일본편 - 이바라키현                                  | 브로닌 멀렌(남아프리카공화국), 아비가일 알데레떼(파라과이), 홍다미(배우)   |
| 시범 3회 | 5월 23일  | 일본편 - 이바라키현                                  | 브로닌 멀렌(남아프리카공화국), 아비가일 알데레떼(파라과이), 홍다미(배우)   |
| 1회      | 6월 12일  | 태국편 - 치앙마이에서 살아보기 1부                   | 마리아 치제프스카(우크라이나), 프란시니 실바(브라질), 김혜진(모델)         |
| 2회      | 6월 19일  | 태국편 - 치앙마이에서 살아보기 1부                   | 마리아 치제프스카(우크라이나), 프란시니 실바(브라질), 김혜진(모델)         |
| 3회      | 6월 26일  | 중국편 1부 - 푸젠성 토루에서 살아보기 1부            | 블라디슬라바 마자나체코), 리아(벨라루스), 왕지혜(배우)                     |
| 4회      | 7월 3일   | 중국편 2부 - 샤먼에서 살아보기                       | 블라디슬라바 마자나체코), 리아(벨라루스), 왕지혜(배우)                     |
| 5회      | 7월 10일  | 뉴질랜드 로토루아에서 살아보기                       | 짜바릿 에즈라(이스라엘), 박성아(개그맨)                                    |
| 6회      | 7월 17일  | 뉴질랜드 로토루아에서 살아보기                       | 짜바릿 에즈라(이스라엘), 박성아(개그맨)                                    |
| 7회      | 7월 24일  | 체코 1부 - 프라하에서 살아보기                       | 프란시니 실바(브라질), 장지은(모델)                                        |
| 8회      | 7월 17일  | 체코 2부 - 마리안스케라즈네에서 살아보기             | 프란시니 실바(브라질), 장지은(모델)                                        |
| 9회      | 8월 7일   | 몽골 1부 - 유목민으로 살아보기                       | 아비가일 알데레떼(파라과이), 김혜진(모델)                                  |
| 10회     | 8월 14일  | 몽골 2부 - 어머니의 바다 홉스굴에서 살아보기         | 아비가일 알데레떼(파라과이), 김혜진(모델)                                  |
| 11회     | 8월 21일  | 인도네시아 발리에서 살아보기                         | 에바 포피엘(영국), 최은주(배우)                                            |
| 12회     | 8월 28일  | 인도네시아 발리에서 살아보기                         | 에바 포피엘(영국), 최은주(배우)                                            |
| 13회     | 9월 4일   | 인도 1부                                             | 아비가일 알데레떼(파라과이), 황은정(배우)                                  |
| 14회     | 9월 11일  | 인도 1부                                             | 아비가일 알데레떼(파라과이), 황은정(배우)                                  |
| 15회     | 10월 2일  | 아이슬란드 1부 - 얼음과 불의 땅 두 얼굴의 아이슬란드 | 프란시니 실바(브라질), 김다인(배우)                                        |
| 16회     | 10월 9일  | 아이슬란드 2부 - 아이슬란드인이 사는 법              | 프란시니 실바(브라질), 김다인(배우)                                        |
| 17회     | 10월 16일 | 천 년의 시간 여행 - 덴마크를 가다                    | 에바 포피엘(영국), 유인영(배우)                                            |
| 18회     | 10월 23일 | 천 년의 시간 여행 - 덴마크를 가다                    | 에바 포피엘(영국), 유인영(배우)                                            |
| 19회     | 10월 30일 | 그루지야에서 살아보기                                | 브로닌 멀렌(남아프리카공화국), 이언정(배우)                                |
| 20회     | 11월 6일  | 그루지야에서 살아보기                                | 브로닌 멀렌(남아프리카공화국), 이언정(배우)                                |
| 21회     | 11월 13일 | 라오스 1부 - 방비엔에서 살아보기                     | 도키와 후사코(일본), 김다은(모델)                                          |
| 22회     | 12월 4일  | 라오스 2부 - 루앙프라방에서 살아보기                 | 도키와 후사코(일본), 김다은(모델)                                          |
| 23회     | 12월 11일 | 터키 1부 - 이스탄불에서 살아보기                     | 아키바 리에(일본), 박인영(배우)                                            |
| 24회     | 12월 18일 | 터키 2부 - 1만 년 역사의 땅 터키                     | 아키바 리에(일본), 박인영(배우)                                            |
| 25회     | 12월 25일 | 터키 3부 - 신과 인간의 땅 터키                       | 아키바 리에(일본), 박인영(배우)                                            |

### 2011년
| 회차 | 방송일   | 부제                                               | 출연자                              |
| ---- | -------- | -------------------------------------------------- | ----------------------------------- |
| 26회 | 1월 1일  | 케냐에서 살아보기 1부                              | 브로닌 멀렌(남아공), 이언정(배우)   |
| 27회 | 1월 8일  | 케냐에서 살아보기 2부 - 영화 속 케냐를 찾아서      | 브로닌 멀렌(남아공), 이언정(배우)   |
| 28회 | 1월 15일 | 케냐에서 살아보기 3부 - 케냐의 보물 라무 섬에 가다 | 브로닌 멀렌(남아공), 이언정(배우)   |
| 29회 | 1월 22일 | 일본 속의 일본 - 간사이에 가다                     | 김다인, 고준희(배우)                |
| 30회 | 1월 29일 | 일본 속의 또 다른 일본 - 오키나와                  | 김다인, 고준희(배우)                |
| 31회 | 2월 12일 | 자연이 준 선물 - 아마노하시다테                    | 김다인, 고준희(배우)                |
| 32회 | 2월 19일 | 작지만 강한 나라 - 싱가포르                        | 에바 포피엘(영국), 박시현(배우)     |
| 33회 | 2월 26일 | 공존의 도시 - 싱가포르                             | 에바 포피엘(영국), 박시현(배우)     |
| 34회 | 3월 5일  | 천 가지 표정 - 자카르타                            | 에바 포피엘(영국), 박시현(배우)     |
| 35회 | 3월 12일 | 지중해의 맛과 멋 - 니스 카니발을 가다              | 마리연 스트뤼커(독일), 이화선(배우) |
| 36회 | 3월 19일 | 프로방스의 맛                                      | 마리연 스트뤼커(독일), 이화선(배우) |
| 37회 | 3월 26일 | 중세도시의 향기를 따라서                           | 마리연 스트뤼커(독일), 이화선(배우) |
| 38회 | 4월 2일  | 자연과 현대가 어우러진 도시 - 시드니               | 장미인애, 배진아(배우)              |
| 39회 | 4월 9일  | 자연과 공존하는 도시 - 시드니                      | 장미인애, 배진아(배우)              |
| 40회 | 4월 16일 | 19세기 유럽 속으로 - 멜번에서 살아보기             | 장미인애, 배진아(배우)              |
| 41회 | 4월 23일 | 천상의 풍경 - 신에게 이르는 길                     | 에바 포피엘(영국), 강은비(배우)     |
| 42회 | 4월 30일 | 풍요의 땅                                          | 에바 포피엘(영국), 강은비(배우)     |
| 43회 | 5월 7일  | 타이완의 찬란한 유산 - 타이베이                    | 에바 포피엘(영국), 강은비(배우)     |
| 44회 | 5월 14일 | 스리랑카 첫 번째 여행기                            | 이언정(배우), 길건(가수)            |
| 45회 | 5월 21일 | 실론의 향기를 따라서                               | 이언정(배우), 길건(가수)            |
| 46회 | 5월 28일 | 스리랑카로 떠나는 에코투어                         | 이언정(배우), 길건(가수)            |